# Caught in a Life
Albums de Donkeyboy
Silver Moon
(2012)
Singles
1. Ambitions
Sortie : 26 mars 2009
2. Sometimes
Sortie : 11 septembre 2009
3. Broke My Eyes
Sortie : 5 octobre 2009
4. Awake
Sortie : 12 octobre 2009
5. Blade Running
Sortie : 19 octobre 2009
6. Stereolife
Sortie : 22 mars 2010

Caught in a Life est le premier album studio du groupe norvégien Donkeyboy. Il est sorti le 19 octobre 2009.

## Liste des pistes
| No  | Titre                        | Auteur                                                        | Durée |
| --- | ---------------------------- | ------------------------------------------------------------- | ----- |
| 1.  | Stereolife                   | Cato Sundberg, Kent Sundberg, Simen M Eriksrud                | 3:07  |
| 2.  | Ambitions (avec Linnea Dale) | Cato Sundberg, Kent Sundberg, Simen M Eriksrud, Simone Larsen | 3:09  |
| 3.  | Awake (avec Linnea Dale)     | Cato Sundberg, Kent Sundberg, Simen M Eriksrud                | 2:58  |
| 4.  | Broke My Eyes                | Cato Sundberg, Kent Sundberg                                  | 5:03  |
| 5.  | Sleep in Silence             | Cato Sundberg, Kent Sundberg, Simen M Eriksrud                | 4:18  |
| 6.  | Blade Running                | Cato Sundberg, Kent Sundberg                                  | 3:35  |
| 7.  | Sometimes (avec Linnea Dale) | Cato Sundberg, Kent Sundberg, Simen M Eriksrud                | 3:11  |
| 8.  | Promise Kept                 | Cato Sundberg, Kent Sundberg, Simen M Eriksrud                | 3:20  |
| 9.  | We Can't Hide                | Cato Sundberg, Kent Sundberg                                  | 3:58  |
| 10. | Caught in a Life             | Cato Sundberg, Kent Sundberg                                  | 4:04  |

Source : livret de l'album.

## Classements des ventes
| Pays    | Meilleure position | Temps dans le classement |
| ------- | ------------------ | ------------------------ |
| Norvège | 1                  | 43 semaines              |
| Suède   | 6                  | 12 semaines              |